# Hôtel de Laval
Hôtel de Laval (též Hôtel de la Grande-Rivière) byl městský palác v Paříži v historické čtvrti Marais ve 4. obvodu. Palác se nacházel v prostoru nádvoří paláce Soubise.

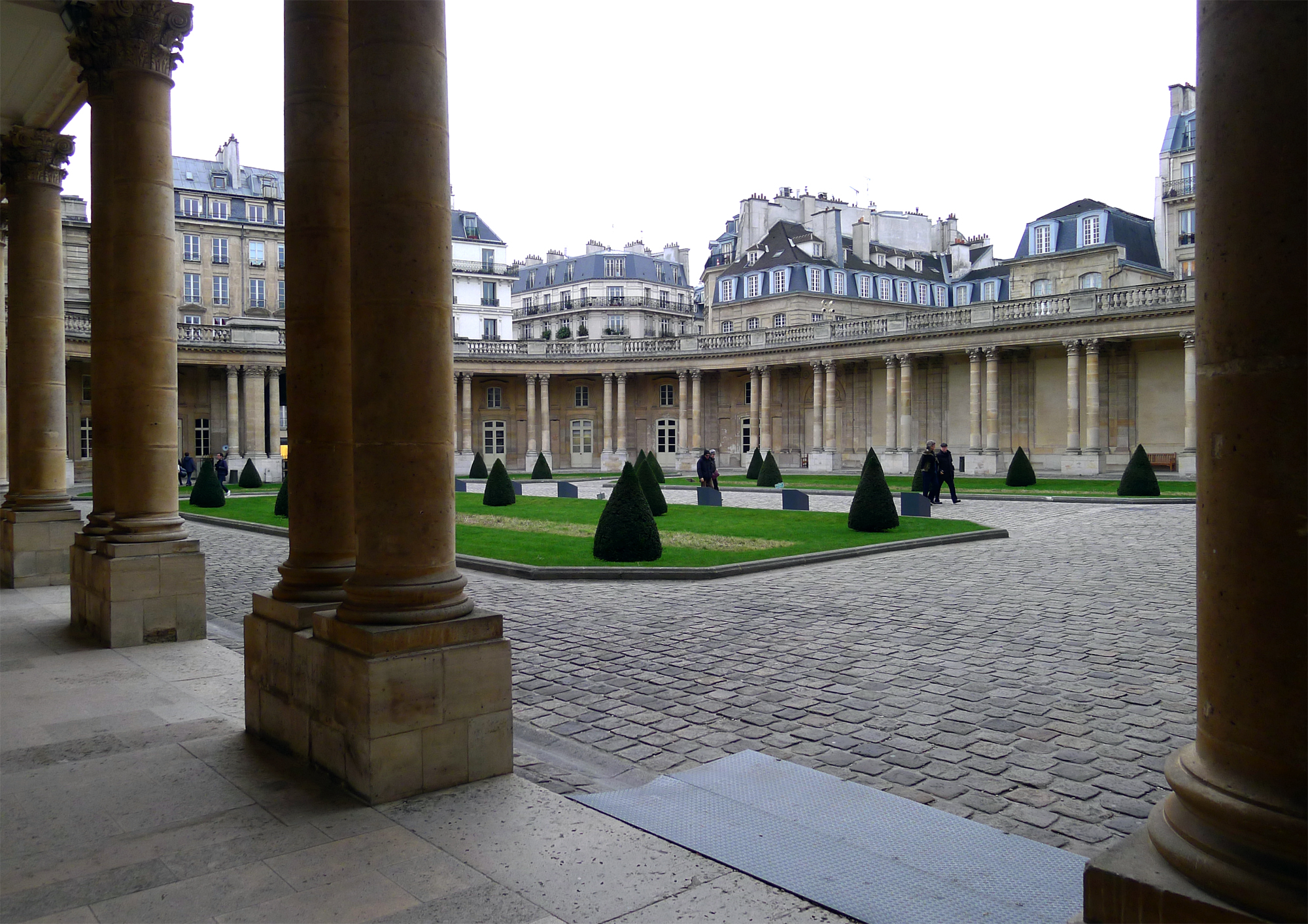
Nádvoří paláce Soubise, v jehož prostoru se rozkládal hôtel de Laval

## Historie
Palác prodal Guy XVII. de Laval (1522–1547) Jeanovi II. Brinon (1520–1555) dne 16. srpna 1545 za 8000 liber. Jean II. Brinon zde žil až do své smrti. Palác poté získal Karel Lotrinský (1524–1574). Ten jej dne 11. června 1556 daroval svému bratrovi Františkovi de Guise, své švagrové Anně d'Este a jejich synovi Henrimu za podmínky, že v čele rodu stanou potomci vévody a vévodkyně z Guise mužského pohlaví. Tento dar byl dorovnán darem paláce Clisson. Oba paláce byly následně spojeny, čímž vznikla rezidence rodiny Guisů. Ta se v 16. století stala důležitým mocenským centrem.
Palác byl posléze výrazně přestavěn vévodou Guise a na jeho místě vznikl Hôtel de Soubise.